# 평화도서관
평화도서관은 전북특별자치도 전주시에 있는 공립 도서관이다.

## 연혁
- 2011년 9월 27일 평화도서관 개관.

## 시설현황
- 3층: 제2열람실
- 2층: 노트북실, 시각장애인자료실, 제1열람실
- 1층: 종합자료실, 어린이실

## 이용 안내
자료실
| 구분       | 화~금요일     | 토·일요일     |
| ---------- | ------------- | ------------- |
| 일반자료실 | 09:00 ~ 19:00 | 09:00 ~ 17:00 |
| 아동실     | 09:00 ~ 18:00 | 09:00 ~ 17:00 |
| 전자정보실 | 09:00 ~ 18:00 | 09:00 ~ 17:00 |

열람실
- 3월 ~ 10월: 평일 07:00 ~ 23:00 / 토ㆍ일ㆍ공휴일 07:00 ~ 22:00
- 11월 ~ 이듬해 2월: 08:00 ~ 22:00[1]

휴관일
- 법정 공휴일
- 매주 월요일
- 신정, 설날, 추석 당일